# Виселкове
Виселкове (до 18 лютого 2016 року — Петрівське) — село в Україні, у Обухівському районі Київської області. Населення становить 8 осіб.
Село складається з єдиної вулиці Петровського.
4 лютого 2016 року село Петрівське перейменоване на Виселкове.